# حطين (الرقة)
حطين قرية سورية تتبع ناحية مركز الرقة في منطقة مركز الرقة في محافظة الرقة. بلغ عدد سكانها 2627 نسمة في عام 2004 حسب إحصاء المكتب المركزي للإحصاء.